# Leichtathletik-Europameisterschaften 1998/100 m der Frauen

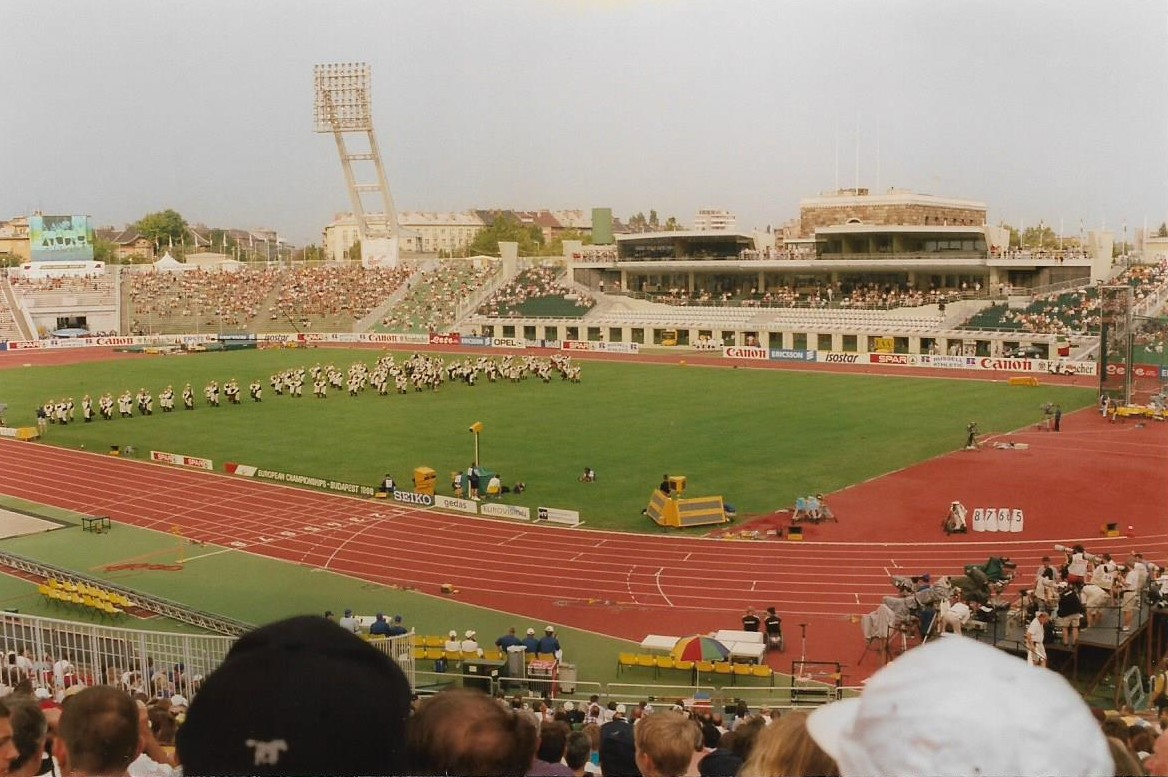
Das Népstadion von Budapest im Jahr 1998

Der 100-Meter-Lauf der Frauen bei den Leichtathletik-Europameisterschaften 1998 wurde am 18. und 19. August 1998 im Népstadion der ungarischen Hauptstadt Budapest ausgetragen.
Europameisterin wurde die Französin Christine Arron. Im Finale stellte sie mit 10,73 s einen neuen Europarekord auf. Platz zwei belegte die russische Titelverteidigerin und WM-Dritte von 1995 Irina Priwalowa, die zwei Tage darauf den Titel über 200 Meter errang. Bronze ging an die Griechin Ekateríni Thánou.

## Rekorde

### Bestehende Rekorde
| Weltrekord           | 10,49 s | Florence Griffith-Joyner | Indianapolis, USA     | 16. Juli 1988   |
| Europarekord         | 10,77 s | Irina Priwalowa          | Lausanne, Schweiz     | 6. Juli 1994    |
| Meisterschaftsrekord | 10,89 s | Katrin Krabbe            | EM Split, Jugoslawien | 28. August 1990 |

### Rekordverbesserungen
Der bestehende EM-Rekord wurde zweimal verbessert. Darüber hinaus gab es einen neuen Europarekord und einen neuen Landesrekord.
- Meisterschaftsrekorde:
  - 10,81 s – Christine Arron (Frankreich), erstes Halbfinale am 18. August bei einem Rückenwind von 1,3 m/s
  - 10,73 s – Christine Arron (Frankreich), Finale am 18. August bei einem gerade noch zulässigen Rückenwind von 2,0 m/s
- Europarekord:
  - 10,73 s – Christine Arron (Frankreich), Finale am 18. August bei einem gerade noch zulässigen Rückenwind von 2,0 m/s
- Landesrekord:
  - 10,73 s – Ekateríni Thánou (Griechenland), Finale am 18. August bei einem gerade noch zulässigen Rückenwind von 2,0 m/s

## Legende
Kurze Übersicht zur Bedeutung der Symbolik – so üblicherweise auch in sonstigen Veröffentlichungen verwendet:
| CR | Championshiprekord |
| ER | Europarekord       |
| NR | Nationaler Rekord  |

## Vorrunde
18. August 1998
Die Vorrunde wurde in vier Läufen durchgeführt. Die ersten drei Athletinnen pro Lauf – hellblau unterlegt – sowie die darüber hinaus vier zeitschnellsten Läuferinnen – hellgrün unterlegt – qualifizierten sich für das Halbfinale.

### Vorlauf 1
Wind: −0,8 m/s
| Platz | Name                   | Nation      | Zeit (s) |
| ----- | ---------------------- | ----------- | -------- |
| 1     | Schanna Pintussewytsch | Ukraine     | 11,06    |
| 2     | Oxana Ekk              | Russland    | 11,39    |
| 3     | Frédérique Bangué      | Frankreich  | 11,41    |
| 4     | Lucrécia Jardim        | Portugal    | 11,47    |
| 5     | Birgit Rockmeier       | Deutschland | 11,50    |
| 6     | Aksel Demirtaş-Gürcan  | Türkei      | 11,68    |
| 7     | Éva Baráti             | Ungarn      | 11,92    |
| 8     | Tamara Shanidze        | Georgien    | 12,04    |

### Vorlauf 2

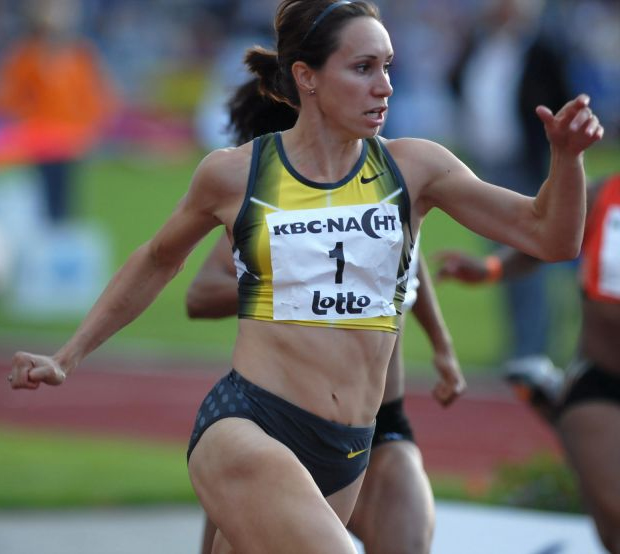
Kim Gevaert verpasste das Halbfinale um einen Rang

Wind: −0,9 m/s
| Platz | Name                 | Nation         | Zeit (s) |
| ----- | -------------------- | -------------- | -------- |
| 1     | Irina Priwalowa      | Russland       | 11,22    |
| 2     | Petja Pendarewa      | Bulgarien      | 11,24    |
| 3     | Odiah Sidibé         | Frankreich     | 11,49    |
| 4     | Kim Gevaert          | Belgien        | 11,53    |
| 5     | Marit Nyberg-Birknes | Norwegen       | 11,67    |
| 6     | Iryna Pucha          | Ukraine        | 11,74    |
| 7     | Agnė Eggerth         | Litauen        | 11,85    |
| 8     | Vukosava Djapić      | BR Jugoslawien | 11,95    |

### Vorlauf 3

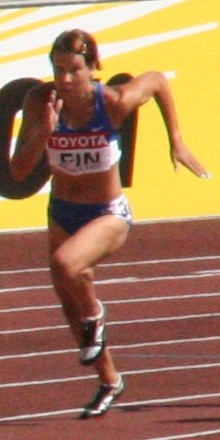
Johanna Manninen schied als Siebte ihres Vorlaufs aus

Wind: −0,8 m/s
| Platz | Name                  | Nation      | Zeit (s) |
| ----- | --------------------- | ----------- | -------- |
| 1     | Christine Arron       | Frankreich  | 11,12    |
| 2     | Natallja Safronnikawa | Belarus     | 11,55    |
| 3     | Anschela Krawtschenko | Ukraine     | 11,59    |
| 4     | Natalja Ignatowa      | Russland    | 11,73    |
| 5     | Pavlína Vostatková    | Tschechien  | 11,80    |
| 6     | Silke Lichtenhagen    | Deutschland | 11,85    |
| 7     | Johanna Manninen      | Finnland    | 11,94    |

### Vorlauf 4
Wind: +0,6 m/s
| Platz | Name             | Nation         | Zeit (s) |
| ----- | ---------------- | -------------- | -------- |
| 1     | Ekateríni Thánou | Griechenland   | 11,04    |
| 2     | Melanie Paschke  | Deutschland    | 11,17    |
| 3     | Nora Ivanova     | Bulgarien      | 11,25    |
| 4     | Joice Maduaka    | Großbritannien | 11,35    |
| 5     | Sanna Kyllönen   | Finnland       | 11,42    |
| 6     | Saša Prokofjev   | Slowenien      | 11,65    |
| 7     | Rahela Markt     | Kroatien       | 11,85    |

## Halbfinale
19. August 1998
Aus den beiden Halbfinalläufen qualifizierten sich die jeweils ersten vier Athletinnen – hellblau unterlegt – für das Finale.

### Lauf 1

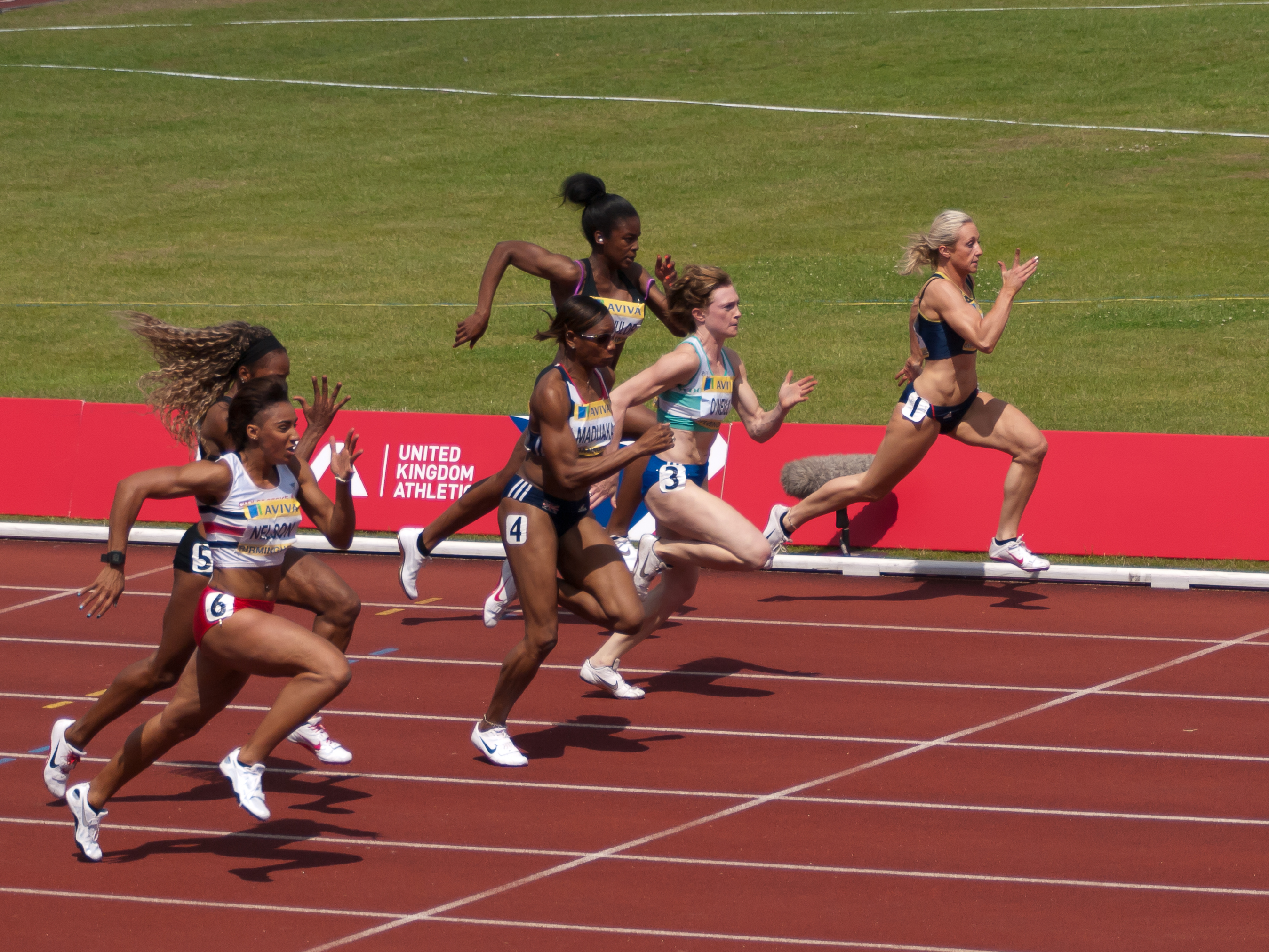
Joice Maduaka (hier mit Nr. 4 in einem Rennen der UK-Championships 2010) erreichte als Siebte ihres Halbfinalrennens nicht das Finale

Wind: +1,3 m/s
| Platz | Name                   | Nation         | Zeit (s) |
| ----- | ---------------------- | -------------- | -------- |
| 1     | Christine Arron        | Frankreich     | 10,81 CR |
| 2     | Schanna Pintussewytsch | Ukraine        | 11,00    |
| 3     | Petja Pendarewa        | Bulgarien      | 11,16    |
| 4     | Frédérique Bangué      | Frankreich     | 11,20    |
| 5     | Oxana Ekk              | Russland       | 11,21    |
| 6     | Sanna Kyllönen         | Finnland       | 11,45    |
| 7     | Joice Maduaka          | Großbritannien | 11,49    |
| 8     | Birgit Rockmeier       | Deutschland    | 11,50    |

### Lauf 2
Wind: +0,9 m/s
| Platz | Name                  | Nation       | Zeit (s) |
| ----- | --------------------- | ------------ | -------- |
| 1     | Ekateríni Thánou      | Griechenland | 10,92    |
| 2     | Irina Priwalowa       | Russland     | 11,02    |
| 3     | Melanie Paschke       | Deutschland  | 11,16    |
| 4     | Anschela Krawtschenko | Ukraine      | 11,23    |
| 5     | Nora Ivanova          | Bulgarien    | 11,23    |
| 6     | Natallja Safronnikawa | Belarus      | 11,32    |
| 7     | Odiah Sidibé          | Frankreich   | 11,33    |
| 8     | Lucrécia Jardim       | Portugal     | 11,49    |

## Finale

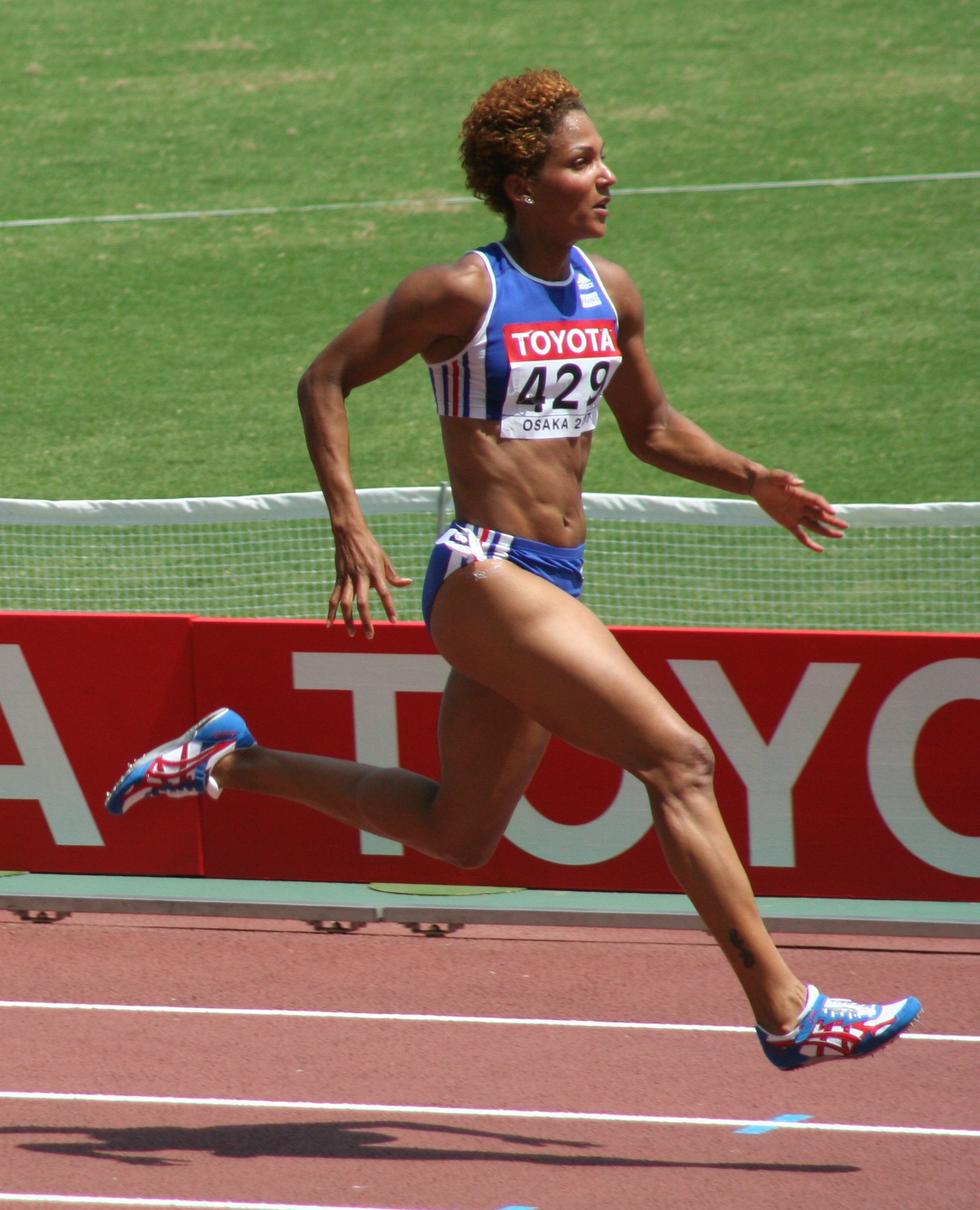
Christine Arron – Europameisterin mit Europarekord
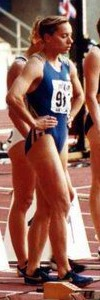
Rang vier für Schanna Pintussewytsch, 1994 Vizeeuropameisterin als Schanna Tarnopolskaja

19. August 1998
Wind: +2,0 m/s
| Platz | Name                   | Nation       | Zeit (s) |
| ----- | ---------------------- | ------------ | -------- |
| 1     | Christine Arron        | Frankreich   | 10,73 ER |
| 2     | Irina Priwalowa        | Russland     | 10,83    |
| 3     | Ekateríni Thánou       | Griechenland | 10,87 NR |
| 4     | Schanna Pintussewytsch | Ukraine      | 10,92    |
| 5     | Melanie Paschke        | Deutschland  | 11,07    |
| 6     | Petja Pendarewa        | Bulgarien    | 11,12    |
| 7     | Anschela Krawtschenko  | Ukraine      | 11,16    |
| 8     | Frédérique Bangué      | Frankreich   | 11,27    |

## Videolinks
- Women's 100m Final European Champs Budapest August 1998, youtube.com, abgerufen am 10. Januar 2023
- Women's 100m Final European Champs Budapest 1998, youtube.com, abgerufen am 10. Januar 2023